# James H. Leuba
James Henry Leuba (1867 – 1946) byl americký psycholog, který se nejvíce proslavil díky svým pracím věnovaným psychologii náboženství. Začal působit na přelomu 19. a 20. století, čímž stál vedle Williama Jamese a Edwina Dillera Starbucka u zrodu psychologie náboženství jakožto vědního oboru. Jeho dílo se vyznačuje tím, že se snažil uchopit náboženské jevy pomocí filozofických termínů.
- Seznam děl v Souborném katalogu ČR, jejichž autorem nebo tématem je James H. Leuba